# Douglas Hawkes
Wallace Douglas Hawkes, né le 11 septembre 1893 à Barton et décédé le 2 août 1974  à Athènes est un coureur automobile anglais, homme d'affaires dans son pays.

## Carrière sportive
Il a participé aux 500 miles d'Indianapolis en 1922 (13e sur Bentley) et 1926 (14e avec un moteur français Anzani, monté sur une Eldridge).
Il a aussi disputé les 24 Heures du Mans en 1928 (11e avec André d'Erlanger sur Lagonda) et 1929 (avec Gaston Mottet sur SARA).